# Compartimento biológico
Compartimento biológico é uma região delimitada por uma membrana biológica que garante uma composição diferente dentro e fora da mesma. No corpo humano existem dois compartimentos fisiológicos, o celular (rico em potássio) e o líquido intersticial (rico em sódio).

Alguns exemplos de compartimentos biológicos no corpo humano:

Sistema vascular
Tubo digestório
Sistema urinário

Importante lembrar que órgãos não são compartimentos.